# Sopot Film Festival
Międzynarodowy Festiwal Filmowy w Sopocie – powszechnie znany jako Sopot Film Festival – dorocznie przyznający nagrody w postaci statuetki "Parasolnika" w dziedzinie filmu. Odbywa się w Sopocie od 2001 roku.
W ostatnich latach, na festiwal zaczęły trafiać filmy obecne na najważniejszych festiwalach filmów krótkometrażowych w Europie, które swoje polskie premiery miały właśnie w Sopocie. Filmy z festiwali od Cannes, Berlinale, Locarno i Annecy.

## Historia
Do 2008 roku celem festiwalu było zaprezentowanie produkcji, które powstają m.in. pod wpływem zdobyczy cyfrowego świata XXI wieku - internetowej cyberprzestrzeni, nowych trendów w designie, modzie, przestrzeni użytkowej, globalnej telewizji i innych wynalazków naszego wieku. Świeże kino artystyczne, eksperymentalne i studenckie od Singapuru, Japonii i Indii, poprzez Polskę i Europę aż po Stany Zjednoczone, Meksyk i Amerykę Południową.
Chcemy również dać możliwość polskim twórcom (zarówno studentom, profesjonalistom i niezależnym) skonfrontowania swojej twórczości z produkcjami zagranicznymi, prezentując w większości po raz pierwszy w Polsce filmy krótkometrażowe, obecne na największych europejskich festiwalach filmowych (i nie tylko). Produkcje zgłaszane i wyświetlane na Sopot Film Festival, obecne są bowiem m.in. na berlińskim Festiwalu Filmowym, brytyjskim OneDotZero, hiszpańskim Sitges, niemieckim Oberhausen, Sundance Film Festival, nagradzane nagrodami BAFTA i nominowane do Oscara - pisali organizatorzy.

## Od 2009 r. Nowa formuła
W 2009 r. Sopot Film Festival zmienia swoją formułę. Po 8 edycjach międzynarodowego konkursu filmów krótko i średnio metrażowych organizatorzy poszerzają konkurs o filmy pełnometrażowe. W tym roku odbędzie się międzynarodowy konkurs filmów fantastycznych, w których znajdą się zarówno fabuły jak i animacje. Jest to pierwszy i jedyny w Polsce konkurs pełnometrażowych filmów fantastycznych. Niemniej w naszym rozumieniu kino fantastyczne to nie tylko sci-fi, horror czy fantasy, lecz szerokie spektrum produkcji od filmu noir po groteskę i surrealizm.

## Sekcje konkursowe
Konkurs kina fantastycznego
Jest to konkurs przeznaczony dla pełnometrażowych fabuł i animacji utrzymanych w konwencji kina fantastycznego. Kino fantastyczne rozumiane niekonwencjonalnie i wbrew zawężającym pojęcie stereotypom. W konkursie zaprezentowane zostaną filmy, od absurdu i groteski, poprzez kino akcji i przygody, aż po thriller, horror, fantasy i sci-fi. Od japońskich mistrzów Anime, poprzez francuskie adaptacje komiksów, aż po amerykańskie i kanadyjskie produkcje powstające nie tylko w studiach Hollywood. Jako pierwszy i jedyny festiwal w Polsce tworzymy pełnometrażowy konkurs kina fantastycznego, stawiając nie tylko na fabuły, ale też pełnometrażowe animacje. 

Chodzi o kino fantastyczne w szerokim tego pojęcia znaczeniu. Rozumiane jako przerysowane, groteskowe i surrealistyczne komedie Emira Kusturicy, Charliego Kauffmana, Michela Gondriego czy Spike Jonza oraz kino akcji Guya Ritchie i Quentina Tarantino. Thriller i sensacja w konwencji Seven oraz kino przygody na miarę Indiana Jonesa czy Podróży do wnętrza Ziemi. Jest tu też miejsce na sci-fi w czystej postaci, koreańskie i japońskie horrory, melancholijne i filozoficzne opowieści i wizje niedalekiej przyszłości. Odważne filmy w klimacie Kota Fritza czy też mroczne thrillery na miarę Sin City.

Konkurs krótkometrażowy / World shorts & Short anima
Te sekcje przeznaczone są dla krótkometrażowych fabuł i animacji z całego świata. Zaprezentowane zostaną produkcje komercyjne, artystyczne, studenckie itp. Hasłem przewodnim konkursu, podobnie jak w latach ubiegłych, są Nowe Formy i Zjawiska. 
Szukamy produkcji, które powstają m.in. pod wpływem zdobyczy cyfrowego świata XXI wieku - internetowej cyberprzestrzeni, nowych trendów w designie, modzie, przestrzeni użytkowej, globalnej telewizji i innych wynalazków naszego wieku. Od klasycznej fabuły, poprzez eksperymentalne impresje, po animowane teledyski oraz animację komputerową. A także animowane i fabularne produkcje w konwencji kina fantastycznego, korespondującego z konkursem głównym filmów pełnometrażowych.

## Sekcje pozakonkursowe
World Focus 
Word Focus to sekcja najnowszych pełnometrażowych produkcji światowego formatu, a także filmy, których nie można było dotąd obejrzeć w polskich kinach. Od nowości po nieznane filmy znanych reżyserów. Od debiutów znanych twórców po ich najnowsze premiery. Przybliżymy twórczość reżyserów z amerykańskiego nurtu independent cinema, kino europejskie oraz kino azjatyckie. 
Fantastyczne Premiery 
Pełnometrażowe fabuły i animacje z nurtu szeroko pojętego kina fantastycznego. Sekcja przeznaczona także dla produkcji, które z różnych przyczyn nie mogą zostać zgłoszone do konkursu, a wpisują się w ideę festiwalu.
Animation Focus / Międzynarodowe Panoramy / Tribute to… Dodatkowo pokażemy dużo ciekawych filmów w sekcjach pozakonkursowych ułożonych w różne panoramy, zbliżenia na twórczość wybranych reżyserów oraz trendów i kierunków znamiennych dla światowej kinematografii.